# The Seven Minutes (pel·lícula)
The Seven Minutes és una pel·lícula dramàtica estatunidenca de 1971 dirigida i produïda per Russ Meyer. La pel·lícula es va basar en la novel·la homònima de 1969 d'Irving Wallace.

## Trama
Després que un adolescent, Jerry Griffith (John Sarno), que va comprar la novel·la eròtica The Seven Minutes sigui acusat de violació, un fiscal impacient que està en contra de la pornografia (i es prepara per a unes properes eleccions) aprofita l'escàndol per declarar el llibre com a obscè, posa en marxa una operació encoberta on dos detectius entren a una llibreria i compren una còpia del llibre homònim, després el fiscal presenta càrrecs contra la llibreria per vendre material obscè. El judici aviat crea un acalorat debat sobre el tema de la pornografia i la llibertat d'expressió. El jove advocat defensor, Mike Barrett (Wayne Maunder), també ha de resoldre el misteri del veritable autor de la novel·la.
En examinar la història del llibre, l'advocat defensor va descobrir que estava escrit per J.J. Jadway, un expatriat estatunidenc que viu a Europa. El llibre va ser publicat originalment en anglès per un editor de França i, finalment, va ser recollit per diverses companyies editorials dels Estats Units, la majoria de les quals van intentar emfatitzar els aspectes més escandalosos i salaços del llibre. El seu contingut es va considerar tan sexualment explícit que va ser prohibit com a obscè a més de 30 països. Pel que sembla JJ Jadway estava tan desanimat pel tractament del seu llibre que es va suïcidar; un dels seus amics el va trobar i ho va denunciar.
A mesura que es desenvolupa el judici, el fiscal troba ciutadans corrents que troben el llibre molt ofensiu (un dels quals admet en contrainterrogatori per part de la defensa que no pot ni repetir en veu alta una de les paraules utilitzades al llibre per descriure el que la protagonista femenina feia al llit amb el seu amant), i la defensa troba professionals del món acadèmic i dels mitjans de comunicació que donen fe del valor del llibre com a literatura. Aleshores, la fiscalia posa el jove que va cometre la violació a la grada per dir que el llibre l'hi va conduir.
Constance Cumberland (Yvonne De Carlo), membre d'una societat local de decència, es posa en contacte amb l'advocat que defensa el llibre que decideix declarar al tribunal sobre el jove que va cometre la violació i altres coses que envolten el llibre. Ella havia parlat amb el jove, i la seva motivació per a la violació no era el llibre, sinó les seves pròpies pors sobre la seva sexualitat.
La Constance també admet que coneixia J.J. Jadway, l'autor del llibre, que no va morir d'un atac de cor a Europa a la dècada de 1950, com es va informar, i que sabia que el contingut del llibre no pretenia ser pornogràfic sinó un examen de la sexualitat d'una dona.
Quan se li pregunta com podria saber-ho, Constance respon amb una bomba: "Perquè sóc J.J. Jadway i vaig escriure The Seven Minutes". Havia demanat a una amiga que publiqués el fals suïcidi de J.J. Jadway per tal de desanimar la investigació sobre l'autor del llibre perquè, fa més de 20 anys, li hauria estat dolent si s'hagués descobert que era l'autora, però no hauria d'amagar-se més. Ella procedeix a explicar que l'home amb qui la protagonista femenina de la novel·la tenia relacions sexuals, com mostra el llibre, havia tingut problemes d'impotència i havia pogut experimentar relacions sexuals gràcies a ella. La seva sensació del que aquest home va despertar en ella, després de no haver tingut un amant durant molts anys, la fa adonar que vol estar amb ell, tot això succeint dins del seu cap durant la seva experiència dels set minuts de coit.
El jurat considera que el llibre no és obscè. El fiscal diu que aquesta decisió només s'aplica a aquesta part de l'estat i que pot tornar-ho a provar en un altre lloc de Califòrnia. L'advocat que guanya el cas li ho retreu, assenyalant que és ridícul intentar restringir allò que els adults decideixen llegir a casa seva quan no s'ha demostrat cap dany (com va ser en aquest cas, ja que el llibre era simplement un boc expiatori per explicar el cas de violació del jove.)
Una nota al final de la pel·lícula afirma que per una dona durant una sessió de fer l'amor, el temps mitjà des de l'excitació inicial fins a l'orgasme és d'uns set minuts.

## Repartiment
- Wayne Maunder com a Mike Barrett
- Marianne McAndrew com a Maggie Russell
- Philip Carey com a Elmo Duncan
- Jay C. Flippen com a Luther Yerkes
- Edy Williams com Faye Osborn
- Lyle Bettger com a Frank Griffith
- Yvonne De Carlo com a Constance Cumberland
- Jackie Gayle com a Norman Quandt
- Ron Randell com a Merle Reid
- Charles Drake com el sergent Kellogg
- John Carradine com a Sean O'Flanagan
- Harold J. Stone com el jutge Upshaw
- James Iglehart com a Clay Rutherford
- Tom Selleck com a Phil Sanford
- Olan Soule com a Harvey Underwood
- John Sarno com a Jerry Griffith
- Jan Shutan com Anna Lou
- David Brian com el cardenal McManus
- Charles Napier com Iverson
- Wolfman Jack com ell mateix
- Lynn Hamilton com a Avis